# Łozica (dopływ Perznicy)
Łozica – struga na Pojezierzu Drawskim, w województwie zachodniopomorskim; prawy dopływ Perznicy. 
Struga bierze początek od południowo-wschodniego brzegu jeziora Łozica, skąd płynie w kierunku południowo-zachodnim. Uchodzi do Perznicy ok. 0,6 km na wschód od wsi Równe.
Cały obszar doliny Łozicy należy do specjalnego obszaru ochrony siedlisk "Dorzecze Parsęty".
Nazwę Łozica wprowadzono urzędowo w 1948 roku, zastępując poprzednią niemiecką nazwę Lotzbach.